# Куликовська волость
Куликовська волость — історична адміністративно-територіальна одиниця Богучарського повіту Воронізької губернії з центром у слободі Куликовка.
Станом на 1880 рік складалася 4 поселень, 4 сільських громад. Населення — 6342 особи (3056 чоловічої статі та 3286 — жіночої), 813 дворових господарств.
|                     | Площа, десятин | У тому числі орної, дес. |
| ------------------- | -------------- | ------------------------ |
| Сільських громад    | 20893          | 16839                    |
| Приватної власності | —              | —                        |
| Іншої власності     | 176            | 116                      |
| Загалом             | 21069          | 16955                    |

Поселення волості на 1880 рік:
- Куликовка (Копачівка) — колишня державна слобода при річці Біла за 80 верст від повітового міста, 1701 особа, 242 двори, православна церква, школа, поштова станція, 28 вітряних млинів, 2 ярмарки на рік.
- Бондарівка — колишня державна слобода, 2630 осіб, 317 дворів, православна церква, лавка, 33 вітряних млини, щорічний ярмарок.
- Жиліна — колишня державна слобода при річці Овчинна, 1487 осіб, 195 дворів, православна церква, 25 вітряних млинів, 2 лавки, 2 ярмарки на рік.

За даними 1900 року у волості налічувалось 5 поселень із переважно українським населенням, 4 сільських товариств, 164 будівлі та установи, 1042 дворових господарства, населення становило 7510 осіб (3799 чоловічої статі та 3711 — жіночої).
1915 року волосним урядником був Пилип Андрійович Прачов, старшиною був Павло Федорович Онофрієнков, волосним писарем — Олександр Данилович Даниленко.